# Bill Reichenbach senior
William Frank „Bill“ Reichenbach Sr. (* 18. Dezember 1923 in Washington, D.C.; † 16. Mai 2008 in Hollywood, Kalifornien) war ein US-amerikanischer Jazz-Schlagzeuger und Perkussionist, der den Jazz-Samba-Stil mitentwickelte.

## Leben
Reichenbach begann seine musikalische Karriere bereits, bevor er an der McKinley Tech High School seinen Abschluss machte. Während des Zweiten Weltkriegs spielte er in einer Band der Kriegsmarine, bevor er mit den Big Bands von Tommy Dorsey, Jimmy Dorsey und Art Mooney auf Tournee ging. Dann arbeitete er in den Jazzclubs seiner Heimatstadt, wo er Frank Sinatra, Patti Page, Teddy Wilson und Zoot Sims begleitete.
Charlie Byrd engagierte Reichenbach als zusätzlichen Schlagzeuger für das mit Stan Getz 1962 eingespielte Album Jazz Samba, das eine Welle der Begeisterung für Bossa Nova in den Vereinigten Staaten hervorrief. Im Lauf des Jahres 1962 wechselte er für Buddy Deppenschmidt in das Trio von Byrd ein, dem er für zwölf Jahre angehörte. Dann arbeitete er wieder in Washington, als Hausschlagzeuger in der Blues Alley.
Er ist der Vater des Posaunisten Bill Reichenbach Jr. und des Sängers Kurt Floyd Reichenbach (1953–2021). Nach dem Tod seiner Frau zog er nach Kalifornien.